# Mukhinita
La mukhinita és un mineral de la classe dels silicats, que pertany al grup de l'epidota. Rep el seu nom en honor d'Aleksei Stepanovich Mukhin (1910 - 1974), geòleg del Servei Geològic de Sibèria Occidental.

## Característiques
La mukhinita és un sorosilicat de fórmula química Ca₂(Al₂V³⁺)[Si₂O₇] [SiO₄]O(OH). A més dels elements de la seva fórmula també pot contenir impureses de ferro, crom, magnesi i hidrogen. Cristal·litza en el sistema monoclínic en cristalls prismàtics, irregulars i prims de fins a 2,5 mm. La seva duresa a l'escala de Mohs és 8. El seu color varia de negre amb reflexos de color marró a marró vermellós i marró; en secció prima és de color marró vermellós a verd oliva. La seva ratlla és de color gris terrós.
Segons la classificació de Nickel-Strunz, la mukhinita pertany a «09.B - Estructures de sorosilicats amb grups barrejats de SiO₄ i Si₂O₇; cations en coordinació octaèdrica [6] i major coordinació» juntament amb els següents minerals: al·lanita-(Ce), al·lanita-(La), al·lanita-(Y), clinozoisita, dissakisita-(Ce), dol·laseïta-(Ce), epidota, epidota-(Pb), khristovita-(Ce), piemontita, piemontita-(Sr), manganiandrosita-(La), tawmawita, manganipiemontita-(Sr), ferrial·lanita-(Ce), clinozoisita-(Sr), manganiandrosita-(Ce), dissakisita-(La), vanadoandrosita-(Ce), uedaïta-(Ce), epidota-(Sr), al·lanita-(Nd), ferrial·lanita-(La), åskagenita-(Nd), zoisita, macfal·lita, sursassita, julgoldita-(Fe2+), okhotskita, pumpel·lyïta-(Fe2+), pumpel·lyïta-(Fe3+), pumpel·lyïta-(Mg), pumpel·lyïta-(Mn2+), shuiskita, julgoldita-(Fe3+), pumpel·lyïta-(Al), poppiïta, julgoldita-(Mg), ganomalita, rustumita, vesuvianita, wiluïta, manganovesuvianita, fluorvesuvianita, vyuntspakhkita-(Y), del·laïta, gatelita-(Ce) i västmanlandita-(Ce).

## Formació i jaciments
La mukhinita ha estat trobada en marbre associat amb un dipòsit de ferro i també en minerals d'última etapa en roques metamòrfiques que contenen granat.
Existeixen jaciments de mikhinita al dipòsit Tashelginskoye Fe-(Co), a l'óblast de Kémerovo i al mont Lovchorr, a la península de Kola, a l'óblast de Múrmansk (Rússia); a Rybníček (Bratislava, Eslovàquia); a Mererani, als monts Lelatema (Manyara, Tanzània) i a Lewsitown, al comtat de Fergus (Montana, Estats Units).
Sol trobar-se associada amb altres minerals com: goldmanita, moscovita, pirita, pirrotita, esfalerita, calcopirita, granat, diòpsid, titanita, quars, clinozoisita, galena i molibdenita.